# Galargues
Ne doit pas être confondu avec Gallargues-le-Montueux.
Galargues [ga.laʁ.ɣə] (en occitan est [ga.'lar.ɣɛs]) une commune française située dans le nord-est du département de l'Hérault en région Occitanie.
Exposée à un climat méditerranéen, elle est drainée par la Bénovie et par divers autres petits cours d'eau. La commune possède un patrimoine naturel remarquable : un site Natura 2000 (les « hautes garrigues du Montpelliérais ») et trois zones naturelles d'intérêt écologique, faunistique et floristique.
Ses habitants sont appelés les Galarguois et les Galarguoises.
Galargues est une commune rurale qui compte 755 habitants en 2022, après avoir connu une forte hausse de la population depuis 1975. Elle fait partie de l'aire d'attraction de Montpellier.

## Géographie

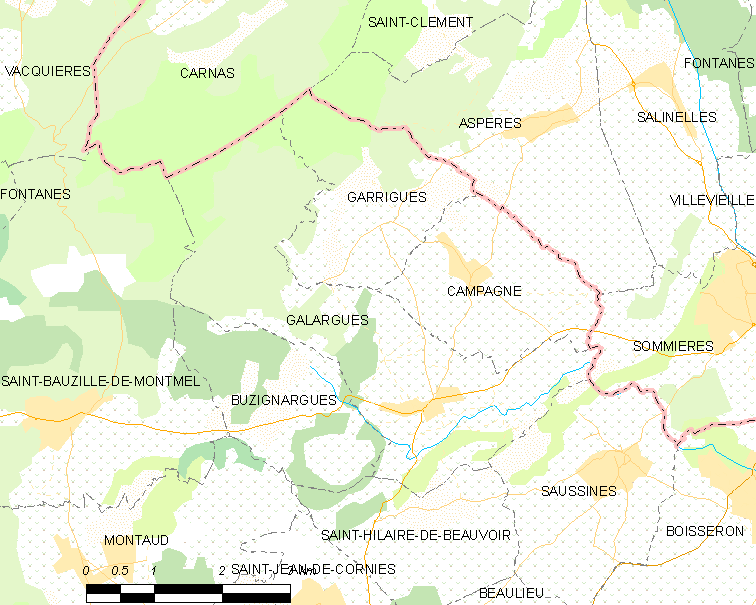
Carte

Galargues est un village situé dans les garrigues à 21 km au nord-est de Montpellier, 14 km au nord-ouest de Lunel et 28 km à l'ouest-sud-ouest de Nîmes.
| Saint-Bauzille-de-Montmel, Carnas (Gard) | Garrigues                 | Campagne         |
| Buzignargues                             | Galargues                 | Sommières (Gard) |
|                                          | Saint-Hilaire-de-Beauvoir | Saussines        |

### Climat
Pour des articles plus généraux, voir Climat de l'Occitanie et Climat de l'Hérault.
En 2010, le climat de la commune est de type climat méditerranéen franc, selon une étude s'appuyant sur une série de données couvrant la période 1971-2000. En 2020, Météo-France publie une typologie des climats de la France métropolitaine dans laquelle la commune est exposée à un climat méditerranéen et est dans la région climatique  Provence, Languedoc-Roussillon, caractérisée par une pluviométrie faible en été, un très bon ensoleillement (2 600 h/an), un été chaud (21,5 °C), un air très sec en été, sec en toutes saisons, des vents forts (fréquence de 40 à 50 % de vents > 5 m/s) et peu de brouillards.
Pour la période 1971-2000, la température annuelle moyenne est de 14,2 °C, avec une amplitude thermique annuelle de 16,9 °C. Le cumul annuel moyen de précipitations est de 785 mm, avec 6,2 jours de précipitations en janvier et 2,9 jours en juillet. Pour la période 1991-2020, la température moyenne annuelle observée sur la station météorologique la plus proche, située sur la commune de Villevieille à 6 km à vol d'oiseau, est de 14,8 °C et le cumul annuel moyen de précipitations est de 761,1 mm,. Pour l'avenir, les paramètres climatiques de la commune estimés pour 2050 selon différents scénarios d'émission de gaz à effet de serre sont consultables sur un site dédié publié par Météo-France en novembre 2022.

### Milieux naturels et biodiversité

#### Réseau Natura 2000

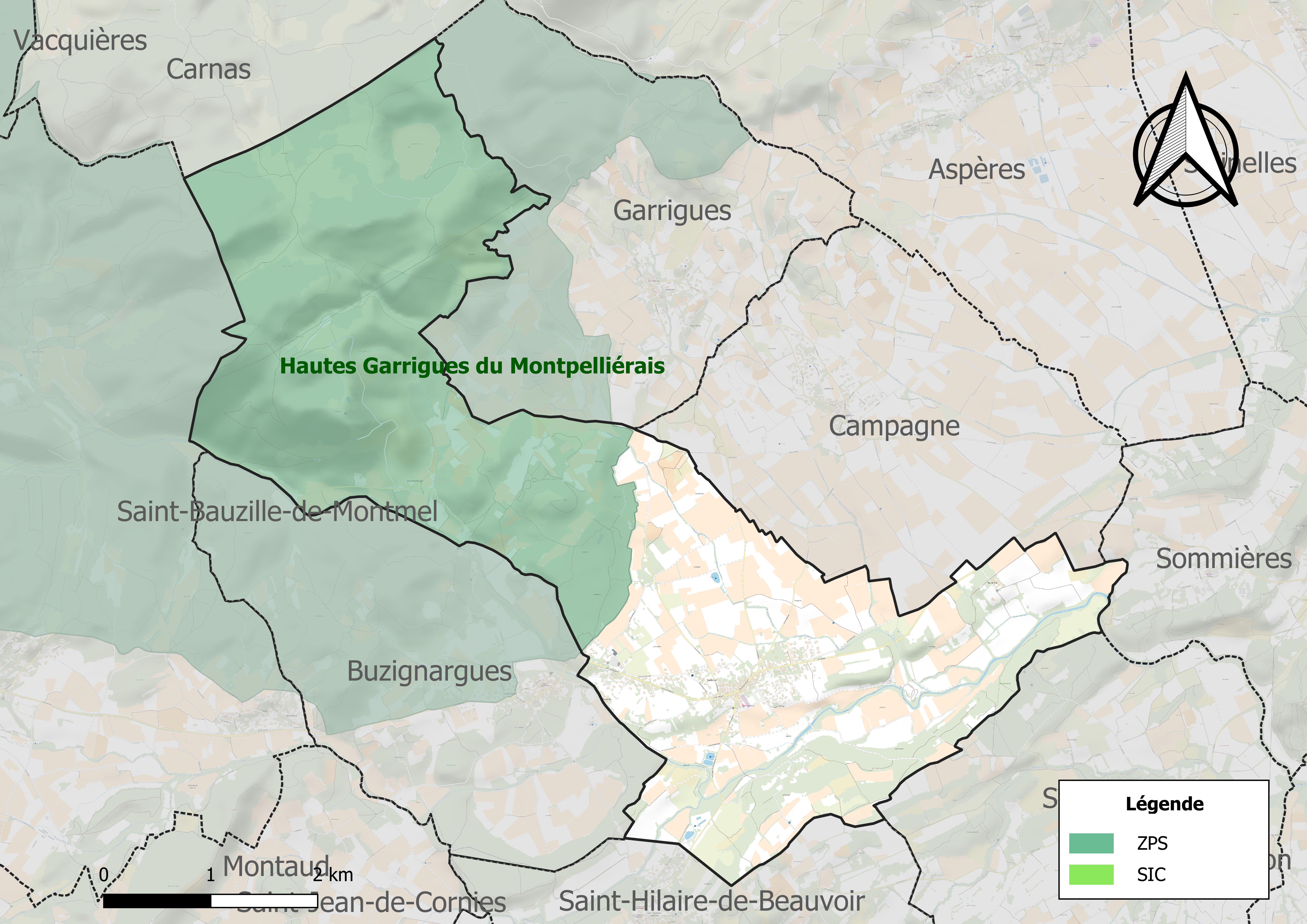
Sites Natura 2000 sur le territoire communal.

Le réseau Natura 2000 est un réseau écologique européen de sites naturels d'intérêt écologique élaboré à partir des directives habitats et oiseaux, constitué de zones spéciales de conservation (ZSC) et de zones de protection spéciale (ZPS).
Un site Natura 2000 a été défini sur la commune au titre  de la directive oiseaux : les « hautes garrigues du Montpelliérais », d'une superficie de 45 444 ha, abritant trois couples d'Aigles de Bonelli, soit 30 % des effectifs régionaux.

#### Zones naturelles d'intérêt écologique, faunistique et floristique
L’inventaire des zones naturelles d'intérêt écologique, faunistique et floristique (ZNIEFF) a pour objectif de réaliser une couverture des zones les plus intéressantes sur le plan écologique, essentiellement dans la perspective d’améliorer la connaissance du patrimoine naturel national et de fournir aux différents décideurs un outil d’aide à la prise en compte de l’environnement dans l’aménagement du territoire.
Deux ZNIEFF de type 1 sont recensées sur la commune :
l'« aven du Mounmaou » (280 ha), couvrant 3 communes dont une dans le Gard et deux dans l'Hérault et 
la « plaine de Campagne » (1 681 ha), couvrant 6 communes dont trois dans le Gard et trois dans l'Hérault
et une ZNIEFF de type 2, : 
les « plaines et garrigues du Nord Montpelliérais » (13 097 ha), couvrant 25 communes dont six dans le Gard et 19 dans l'Hérault.

Carte des ZNIEFF de type 1 et 2 à Galargues.
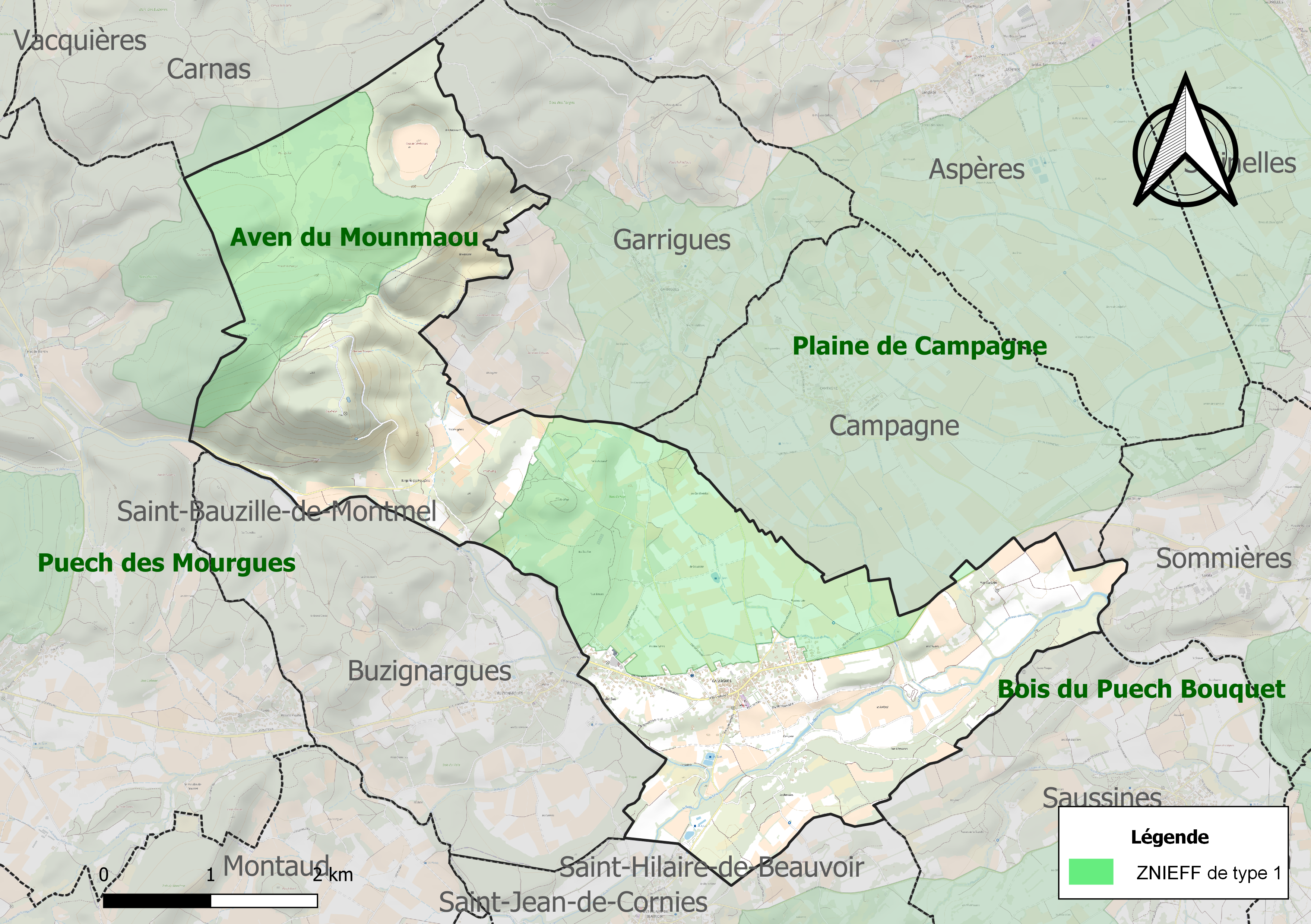
Carte des ZNIEFF de type 1 sur la commune.
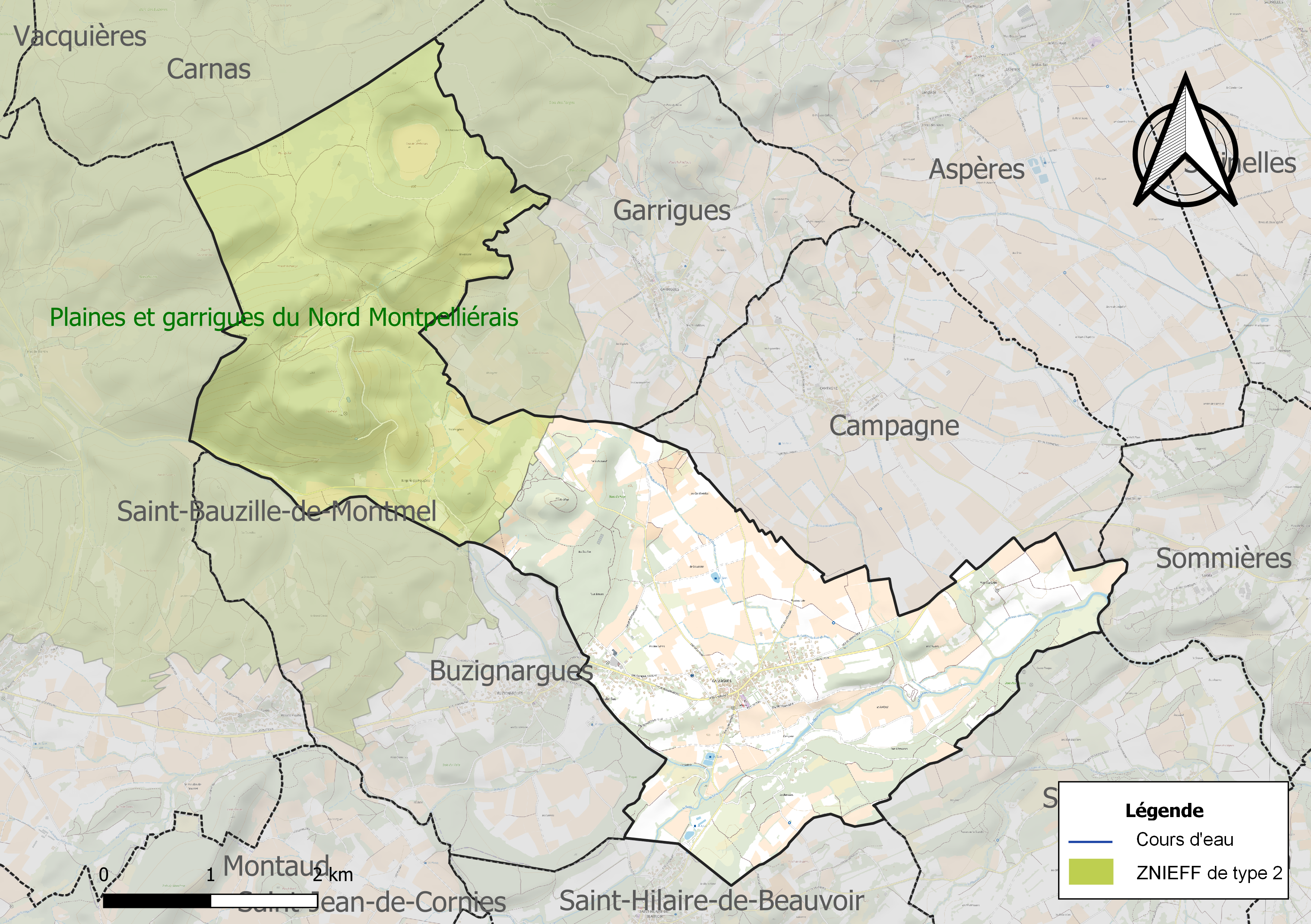
Carte de la ZNIEFF de type 2 sur la commune.

## Urbanisme

### Typologie
Au 1er janvier 2024, Galargues est catégorisée commune rurale à habitat dispersé, selon la nouvelle grille communale de densité à sept niveaux définie par l'Insee en 2022.
Elle est située hors unité urbaine. Par ailleurs la commune fait partie de l'aire d'attraction de Montpellier, dont elle est une commune de la couronne,. Cette aire, qui regroupe 161 communes, est catégorisée dans les aires de 700 000 habitants ou plus (hors Paris),.

### Occupation des sols
L'occupation des sols de la commune, telle qu'elle ressort de la base de données européenne d’occupation biophysique des sols Corine Land Cover (CLC), est marquée par l'importance des forêts et milieux semi-naturels (51,2 % en 2018), une proportion sensiblement équivalente à celle de 1990 (50,5 %). La répartition détaillée en 2018 est la suivante : 
cultures permanentes (42,1 %), milieux à végétation arbustive et/ou herbacée (39,7 %), forêts (11,5 %), zones urbanisées (4,4 %), zones agricoles hétérogènes (2,3 %). L'évolution de l’occupation des sols de la commune et de ses infrastructures peut être observée sur les différentes représentations cartographiques du territoire : la carte de Cassini (XVIIIe siècle), la carte d'état-major (1820-1866) et les cartes ou photos aériennes de l'IGN pour la période actuelle (1950 à aujourd'hui).

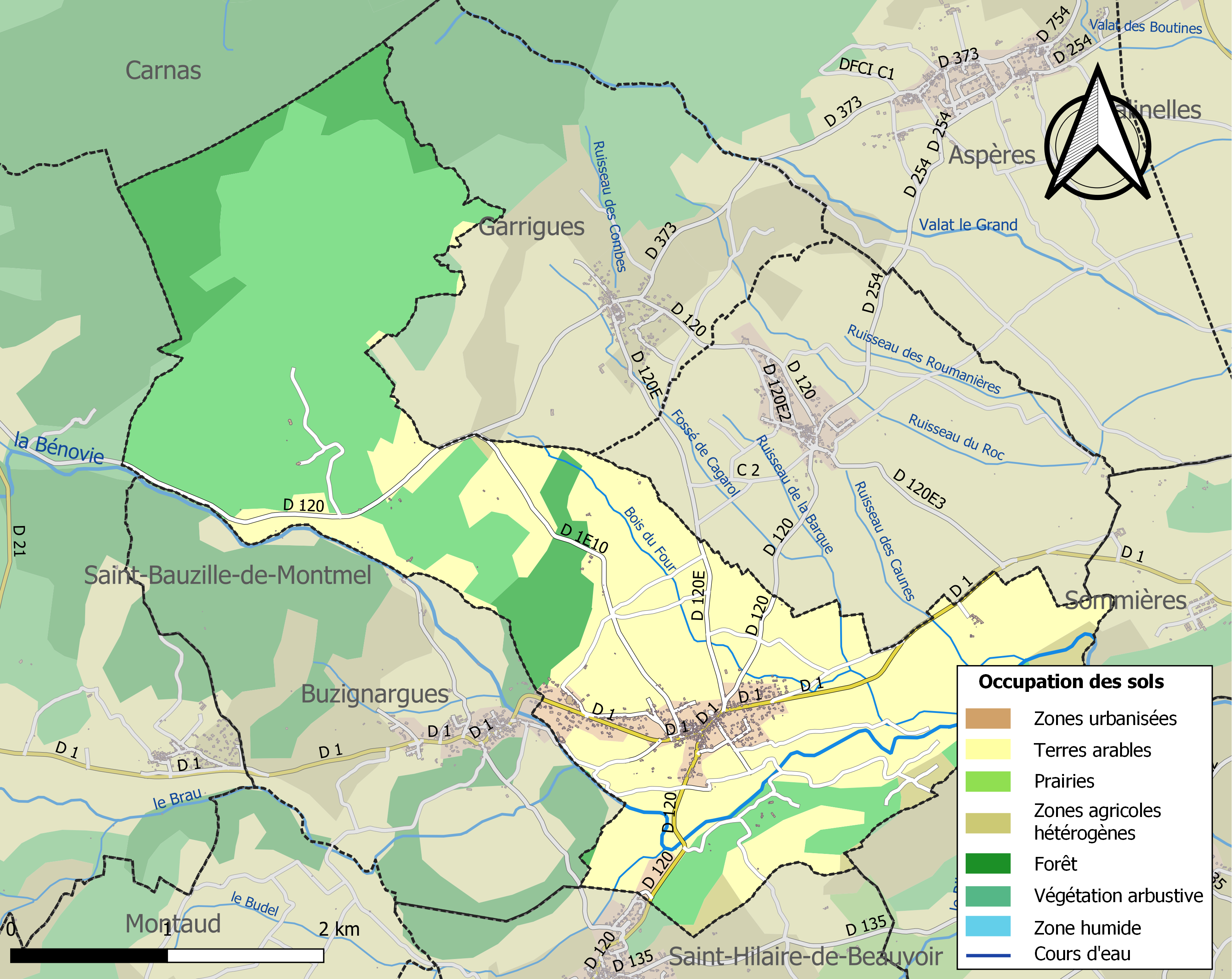
Carte des infrastructures et de l'occupation des sols de la commune en 2018 (CLC).

### Risques majeurs
Le territoire de la commune de Galargues est vulnérable à différents aléas naturels : météorologiques (tempête, orage, neige, grand froid, canicule ou sécheresse), inondations, feux de forêts et séisme (sismicité faible). Il est également exposé à un risque particulier : le risque de radon. Un site publié par le BRGM permet d'évaluer simplement et rapidement les risques d'un bien localisé soit par son adresse soit par le numéro de sa parcelle.

#### Risques naturels
Certaines parties du territoire communal sont susceptibles d’être affectées par le risque d’inondation par débordement de cours d'eau, notamment la Bénovie. La commune a été reconnue en état de catastrophe naturelle au titre des dommages causés par les inondations et coulées de boue survenues en 1982, 1992, 1994, 2002, 2003 et 2014,.
Galargues est exposée au risque de feu de forêt. Un plan départemental de protection des forêts contre les incendies (PDPFCI) a été approuvé en juin 2013 et court jusqu'en 2022, où il doit être renouvelé. Les mesures individuelles de prévention contre les incendies sont précisées par deux arrêtés préfectoraux et s’appliquent dans les zones exposées aux incendies de forêt et à moins de 200 mètres de celles-ci. L’arrêté du 25 avril 2002 réglemente l'emploi du feu en interdisant notamment d’apporter du feu, de fumer et de jeter des mégots de cigarette dans les espaces sensibles et sur les voies qui les traversent sous peine de sanctions. L'arrêté du 11 mars 2013 rend le débroussaillement obligatoire, incombant au propriétaire ou ayant droit,.

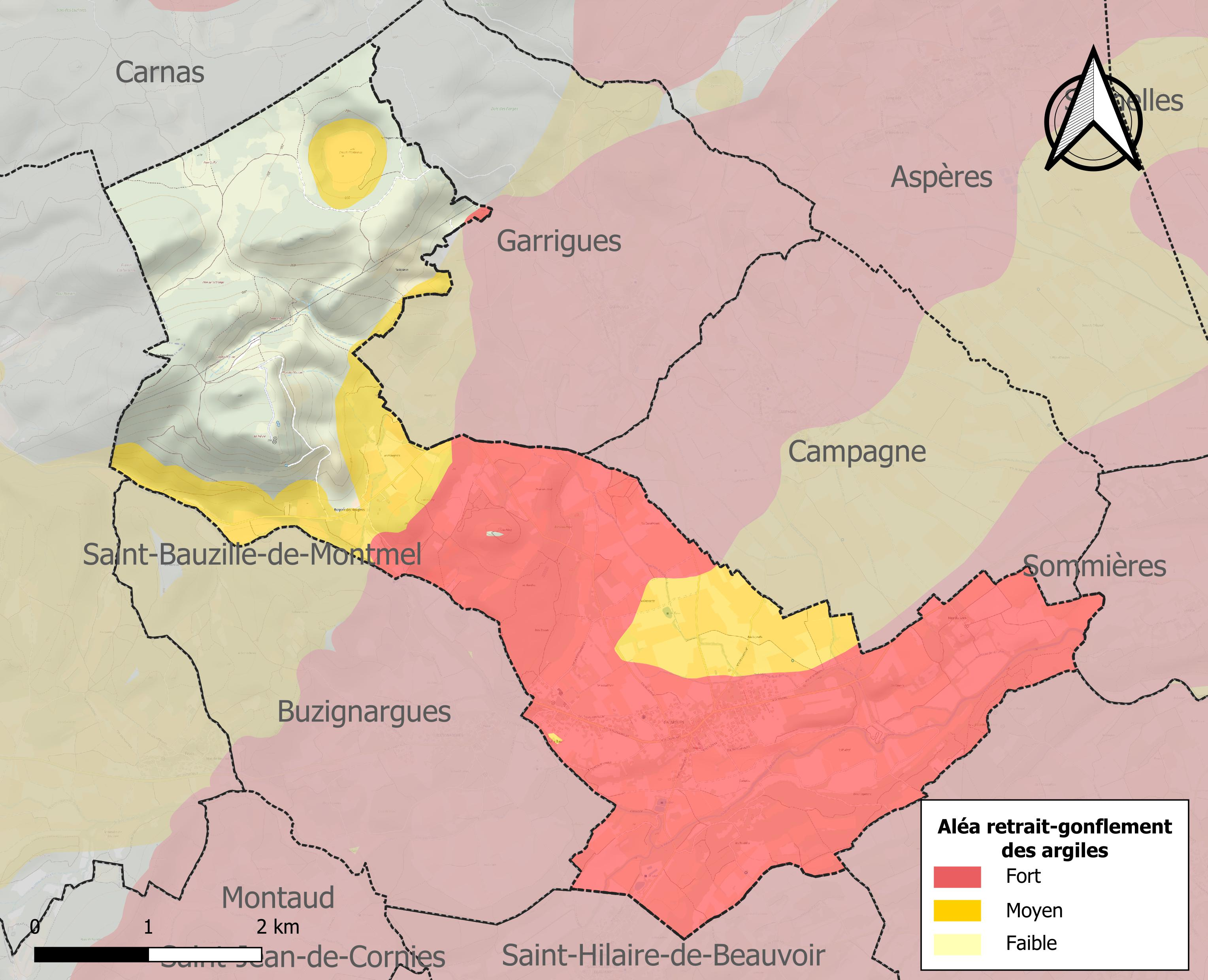
Carte des zones d'aléa retrait-gonflement des sols argileux de Galargues.

Le retrait-gonflement des sols argileux est susceptible d'engendrer des dommages importants aux bâtiments en cas d’alternance de périodes de sécheresse et de pluie. 68,2 % de la superficie communale est en aléa moyen ou fort (59,3 % au niveau départemental et 48,5 % au niveau national). Sur les 301 bâtiments dénombrés sur la commune en 2019, 301 sont en aléa moyen ou fort, soit 100 %, à comparer aux 85 % au niveau départemental et 54 % au niveau national. Une cartographie de l'exposition du territoire national au retrait gonflement des sols argileux est disponible sur le site du BRGM,.
Par ailleurs, afin de mieux appréhender le risque d’affaissement de terrain, l'inventaire national des cavités souterraines permet de localiser celles situées sur la commune.

#### Risque particulier
Dans plusieurs parties du territoire national, le radon, accumulé dans certains logements ou autres locaux, peut constituer une source significative d’exposition de la population aux rayonnements ionisants. Certaines communes du département sont concernées par le risque radon à un niveau plus ou moins élevé. Selon la classification de 2018, la commune de Galargues est classée en zone 2, à savoir zone à potentiel radon faible mais sur lesquelles des facteurs géologiques particuliers peuvent faciliter le transfert du radon vers les bâtiments.

## Économie

### Revenus
En 2018, la commune compte 285 ménages fiscaux, regroupant 734 personnes. La médiane du revenu disponible par unité de consommation est de 21 220 € (20 330 € dans le département).

### Emploi
|                | 2008   | 2013   | 2018  |
| -------------- | ------ | ------ | ----- |
| Commune        | 6,5 %  | 10,9 % | 7,8 % |
| Département    | 10,1 % | 11,9 % | 12 %  |
| France entière | 8,3 %  | 10 %   | 10 %  |

En 2018, la population âgée de 15 à 64 ans s'élève à 488 personnes, parmi lesquelles on compte 78,7 % d'actifs (70,9 % ayant un emploi et 7,8 % de chômeurs) et 21,3 % d'inactifs,. Depuis 2008, le taux de chômage communal (au sens du recensement) des 15-64 ans est inférieur à celui de la France et du département.
La commune fait partie de la couronne de l'aire d'attraction de Montpellier, du fait qu'au moins 15 % des actifs travaillent dans le pôle,. Elle compte 125 emplois en 2018, contre 135 en 2013 et 124 en 2008. Le nombre d'actifs ayant un emploi résidant dans la commune est de 348, soit un indicateur de concentration d'emploi de 36 % et un taux d'activité parmi les 15 ans ou plus de 64,7 %.
Sur ces 348 actifs de 15 ans ou plus ayant un emploi, 58 travaillent dans la commune, soit 17 % des habitants. Pour se rendre au travail, 89,4 % des habitants utilisent un véhicule personnel ou de fonction à quatre roues, 2 % les transports en commun, 4 % s'y rendent en deux-roues, à vélo ou à pied et 4,6 % n'ont pas besoin de transport (travail au domicile).

### Activités hors agriculture

#### Secteurs d'activités
64 établissements sont implantés  à Galargues au 31 décembre 2019. Le tableau ci-dessous en détaille le nombre par secteur d'activité et compare les ratios avec ceux du département,.
| Secteur d'activité                                                                                        | Commune | Commune | Département |
| Secteur d'activité                                                                                        | Nombre  | %       | %           |
| --- | ------- | ------- | ----------- |
| Ensemble                                                                                                  | 64      | 100 %   | (100 %)     |
| Industrie manufacturière, industries extractives et autres                                                | 6       | 9,4 %   | (6,7 %)     |
| Construction                                                                                              | 18      | 28,1 %  | (14,1 %)    |
| Commerce de gros et de détail, transports, hébergement et restauration                                    | 16      | 25 %    | (28 %)      |
| Information et communication                                                                              | 1       | 1,6 %   | (3,3 %)     |
| Activités financières et d'assurance                                                                      | 1       | 1,6 %   | (3,2 %)     |
| Activités immobilières                                                                                    | 2       | 3,1 %   | (5,3 %)     |
| Activités spécialisées, scientifiques et techniques et activités de services administratifs et de soutien | 12      | 18,8 %  | (17,1 %)    |
| Administration publique, enseignement, santé humaine et action sociale                                    | 5       | 7,8 %   | (14,2 %)    |
| Autres activités de services                                                                              | 3       | 4,7 %   | (8,1 %)     |

Le secteur de la construction est prépondérant sur la commune puisqu'il représente 28,1 % du nombre total d'établissements de la commune (18 sur les 64 entreprises implantées  à Galargues), contre 14,1 % au niveau départemental.

#### Entreprises et commerces
Les cinq entreprises ayant leur siège social sur le territoire communal qui génèrent le plus de chiffre d'affaires en 2020 sont : 
- SARL Reseaux Divers Languedociens, travaux de terrassement courants et travaux préparatoires (2 374 k€)
- LC Partner, autres intermédiaires du commerce en produits divers (274 k€)
- Lou Distribution, autres intermédiaires du commerce en produits divers (86 k€)
- LC Entreprise, fonds de placement et entités financières similaires (73 k€)
- Lou'krys, commerce de gros (commerce interentreprises) d'articles d'horlogerie et de bijouterie (54 k€)

### Agriculture
La commune est dans le « Soubergues », une petite région agricole occupant le nord-est du département de l'Hérault. En 2020, l'orientation technico-économique de l'agriculture  sur la commune est la viticulture.
|               | 1988 | 2000 | 2010 | 2020 |
| ------------- | ---- | ---- | ---- | ---- |
| Exploitations | 30   | 28   | 27   | 26   |
| SAU (ha)      | 416  | 406  | 284  | 277  |

Le nombre d'exploitations agricoles en activité et ayant leur siège dans la commune est passé de 30 lors du recensement agricole de 1988  à 28 en 2000 puis à 27 en 2010 et enfin à 26 en 2020, soit une baisse de 13 % en 32 ans. Le même mouvement est observé à l'échelle du département qui a perdu pendant cette période 67 % de ses exploitations,. La surface agricole utilisée sur la commune a également diminué, passant de 416 ha en 1988 à 277 ha en 2020. Parallèlement la surface agricole utilisée moyenne par exploitation a baissé, passant de 14 à 11 ha.

## Histoire
Lors de la Révolution française, les citoyens de la commune se réunissent au sein de la société révolutionnaire, baptisée « société populaire des sans-culottes » en l’an II.

## Politique et administration
| Période      | Période      | Identité             | Étiquette | Qualité                          |
| ------------ | ------------ | -------------------- | --------- | -------------------------------- |
| 1947         | 1953         | Jean Rey             |           |                                  |
| 1953         | 1960         | Henri Vialla         |           |                                  |
| 1960         | mars 1971    | Fernand Beauquier    |           |                                  |
| mars 1971    | mars 2008    | Pierre Pubellier     |           |                                  |
| mars 2008    | 4 avril 2014 | Jean-Marie Hurthemel |           |                                  |
| 4 avril 2014 | En cours     | Denis Devriendt      | SE        | Directeur de travaux dans le BTP |

Depuis le 1er janvier 2013, la commune est membre de la communauté de communes du Pays de Lunel. Jusqu'alors, elle faisait partie de la communauté de communes Ceps et Sylves.

## Démographie
Au dernier recensement, la commune comptait 755 habitants.
| 1793 | 1800 | 1806 | 1821 | 1831 | 1836 | 1841 | 1846 | 1851 |
| ---- | ---- | ---- | ---- | ---- | ---- | ---- | ---- | ---- |
| 375  | 389  | 371  | 415  | 427  | 431  | 397  | 405  | 416  |

| 1856 | 1861 | 1866 | 1872 | 1876 | 1881 | 1886 | 1891 | 1896 |
| ---- | ---- | ---- | ---- | ---- | ---- | ---- | ---- | ---- |
| 432  | 493  | 515  | 510  | 455  | 370  | 416  | 427  | 420  |

| 1901 | 1906 | 1911 | 1921 | 1926 | 1931 | 1936 | 1946 | 1954 |
| ---- | ---- | ---- | ---- | ---- | ---- | ---- | ---- | ---- |
| 424  | 419  | 408  | 405  | 390  | 386  | 358  | 305  | 281  |

| 1962 | 1968 | 1975 | 1982 | 1990 | 1999 | 2006 | 2008 | 2013 |
| ---- | ---- | ---- | ---- | ---- | ---- | ---- | ---- | ---- |
| 265  | 279  | 253  | 342  | 404  | 519  | 608  | 629  | 664  |

| 2018 | 2022 | - | - | - | - | - | - | - |
| ---- | ---- | - | - | - | - | - | - | - |
| 734  | 755  | - | - | - | - | - | - | - |

## Culture locale et patrimoine

### Lieux et monuments

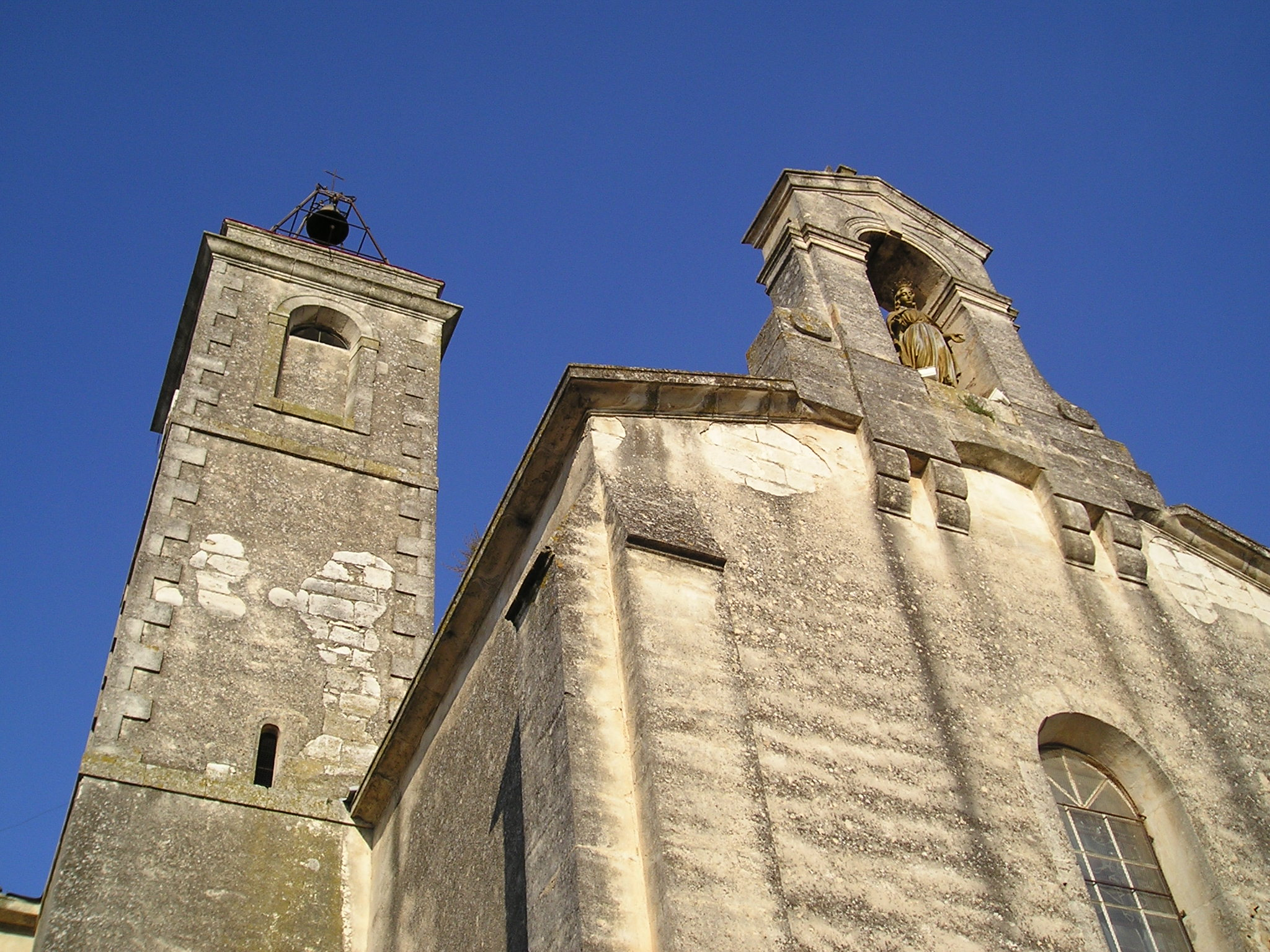
La façade de l'église et une de ses deux tours.

- Église de l'Assomption-de-Notre-Dame de Galargues.
- La croix de mission qui la jouxte.

C"est d'abord une Croix de mission consacrée au Sacré-Cœur de Jésus. Un beau travail de croix en fer forgé sur le fût de laquelle sont représentés, en partie basse, un Arbre de Jessé et les Armes du Christ, en partie haute le Triomphe de l'Eucharistie et le Titulus crucis, INRI. Au croisement le Sacré Cœur, sur les croisillons, les palmes de sainteté, symbole d'adoration du Christ. La lanterne du croisillon de gauche, symbolise la rémission des péchés et le Jugement dernier car c'est le croisillon sur lequel on attachait une lanterne pour signaler un décès suspect lors de la grande épidémie de peste qui ravagea le Languedoc dans les années 1630.
Ensuite, le revers de la croix, consacré à la Vierge Marie comme c'est l'usage ; de fervents catholiques ont même ajouté une petite statue de la Vierge, au pied de la croix. Mais dans l'urgence, elle a été transformée en monument aux morts des deux guerres mondiales. Ironie de l'histoire, les drapeaux français ont été fixés au sommet de l'arbre de Jessé, une vivante illustration de l'alliance « du sabre et du goupillon », en somme.

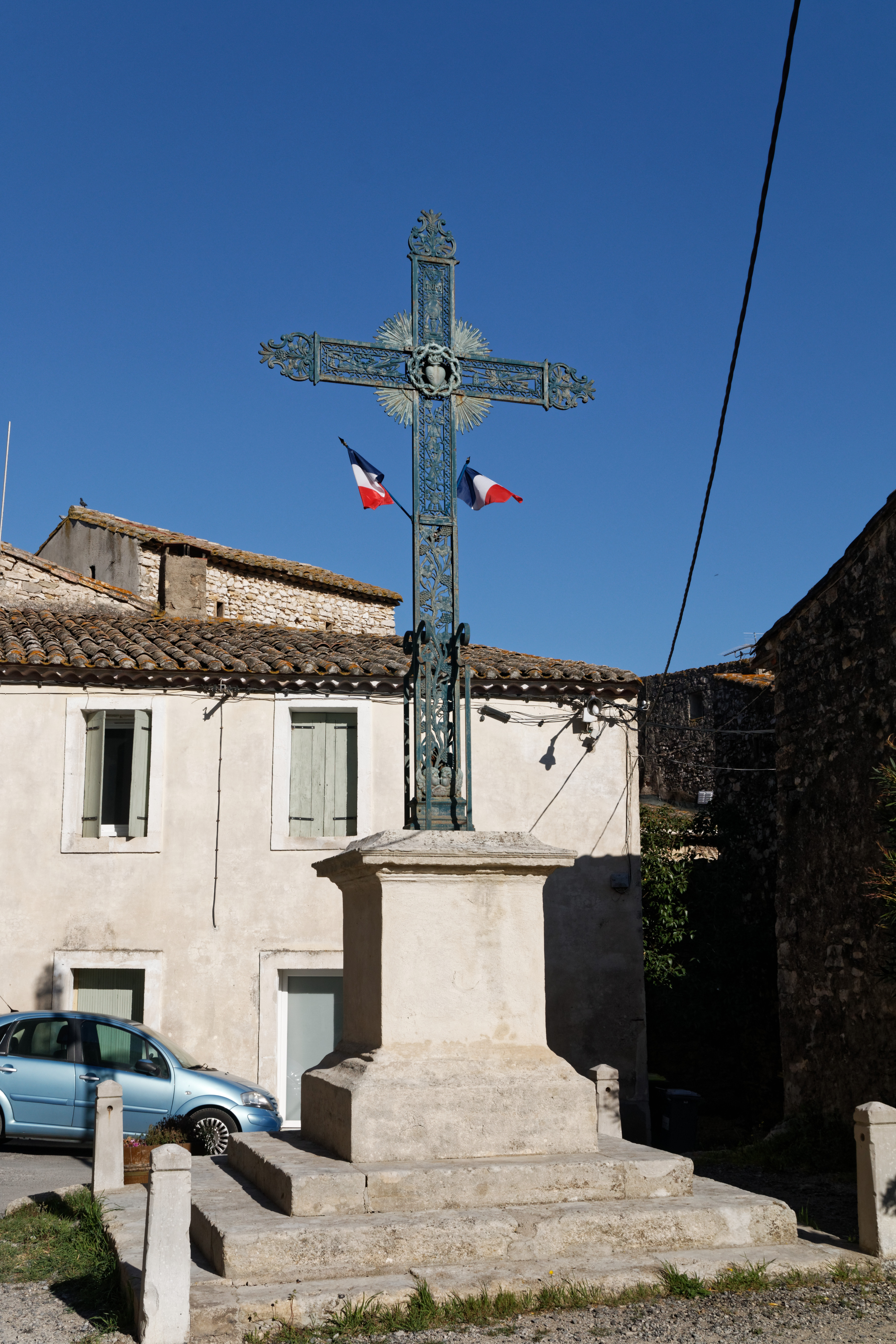
Croix de mission.
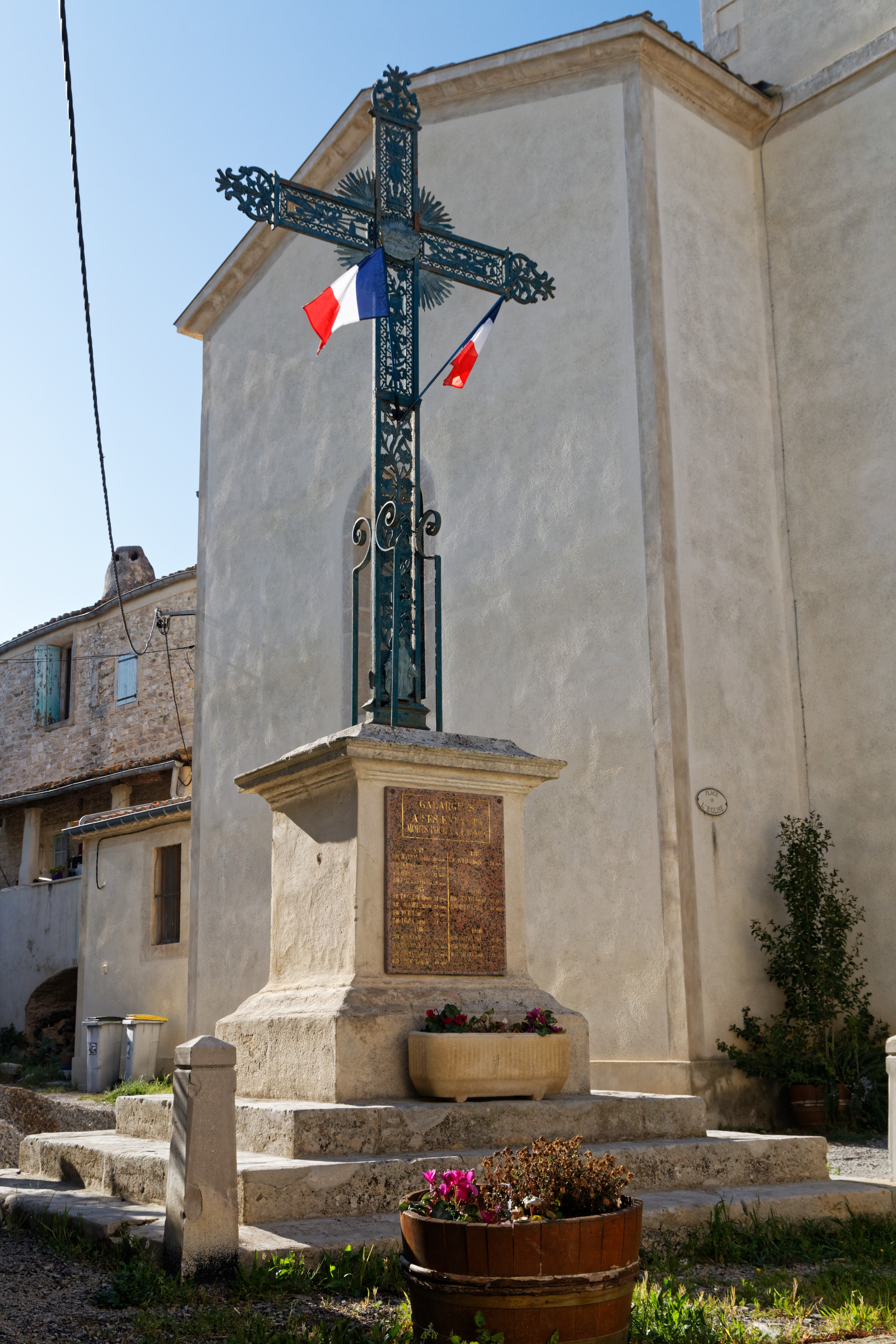
Monument aux morts.
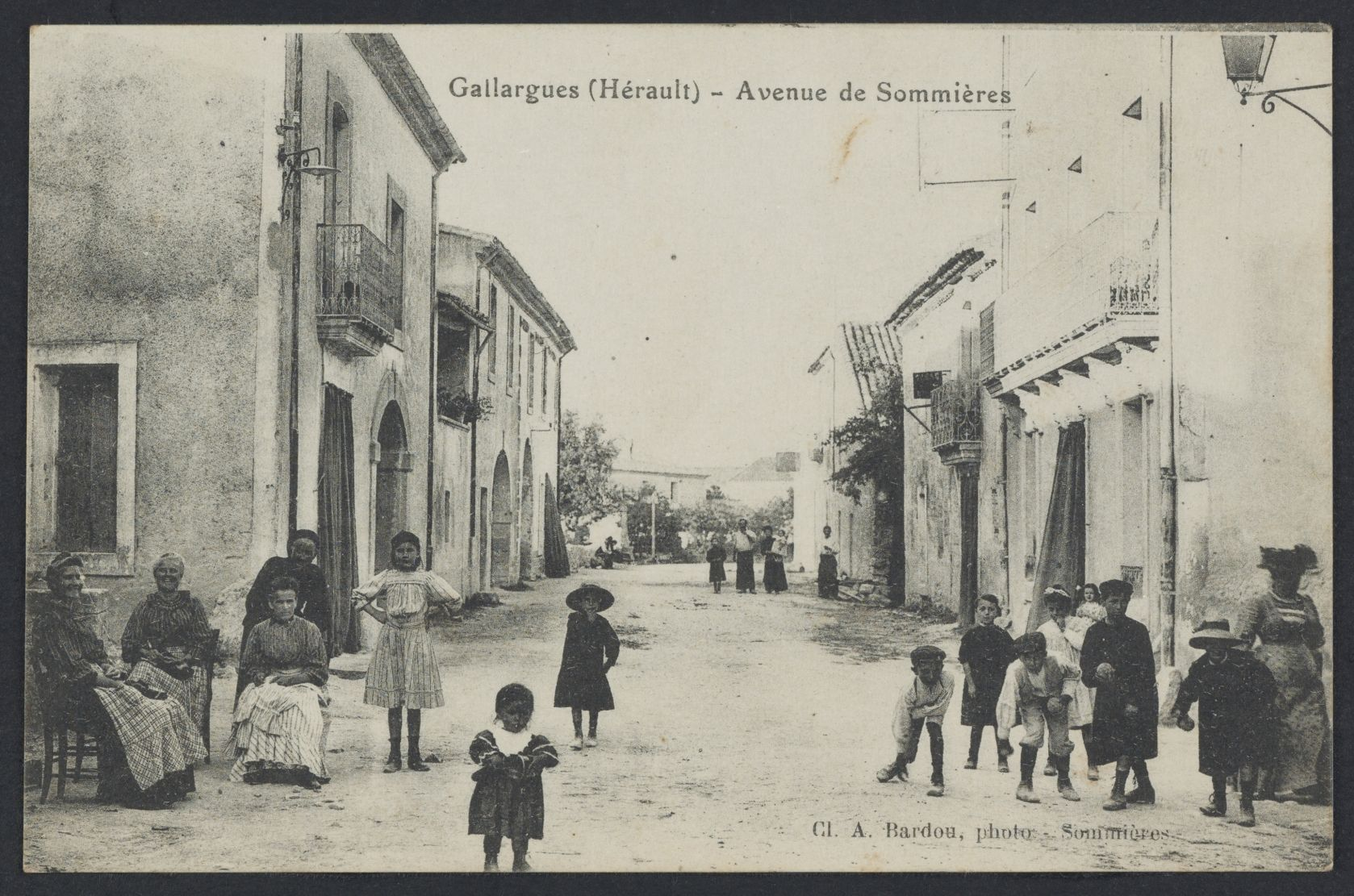
Carte postale de l'avenue de Sommières (fin XIXe - début XXe siècle).

### Héraldique
| Blason de Galargues | Blason  | D'azur à Notre-Dame d'argent, la dextre sur la poitrine. |
| Blason de Galargues | Détails | Le statut officiel du blason reste à déterminer.         |